# Viry (Jura)
Viry ist eine Gemeinde im französischen Département Jura in der Region Bourgogne-Franche-Comté.

## Geographie
Viry liegt auf 761 m, etwa acht Kilometer nordöstlich der Stadt Oyonnax (Luftlinie). Das Bauerndorf erstreckt sich im Jura, in einer nach Osten offenen Mulde im Hochjura, westlich des Tals des Longviry, am westlichen Rand der Hochplateaus der Hautes-Combes.
Die Fläche des 25,40 km² großen Gemeindegebiets umfasst einen Abschnitt des französischen Juras. Das Gebiet ist charakterisiert durch Geländestrukturen wie Höhenrücken und Mulden, die gemäß der Streichrichtung des Faltenjuras in diesem Gebiet in Südwest-Nordost-Richtung orientiert sind. Der zentrale Teil wird von der Hochfläche von Viry und der moorigen Senke des Val du Moulin mit dem kleinen Lac de Viry eingenommen. Östlich an das Val du Moulin schließt der Höhenzug des Mont de Verlon (965 m) und die Talsenke des Longviry an, der den Hauptteil der Gemeindefläche nach Norden zur Bienne entwässert. Ganz im Südosten erstreckt sich das Gemeindeareal über eine Geländestufe auf die Hochfläche des Bois de Viry, in dem mit 1113 m die höchste Erhebung von Viry erreicht wird. Nach Westen reicht der Gemeindeboden über einen breiten, bewaldeten Kamm bis an den oberen östlichen Talhang der Bienne mit der Rodungsinsel von Sièges.
Das Gemeindegebiet ist Teil des Regionalen Naturparks Haut-Jura (frz.: Parc naturel régional du Haut-Jura).
Zu Viry gehören neben dem eigentlichen Ort auch verschiedene Weiler und Hofgruppen, darunter:
- Sièges (743 m) am Hang des Bois de Sièges hoch über dem Tal der Bienne
- La Tour (780 m) im Val du Moulin
- Rosay (850 m) im Quellgebiet des Longviry am Nordostrand des Mont de Verlon

Nachbargemeinden von Viry sind Vaux-lès-Saint-Claude und Rogna im Norden, Choux und Les Bouchoux im Osten, Belleydoux im Süden sowie Arbent, Dortan und Lavancia-Epercy im Westen.

## Geschichte
Der Ortsname Viry ist vom gallorömischen Personennamen Virius abgeleitet und bedeutet so viel wie Landgut des Virius (Viriacum). In frühchristlicher Zeit, wahrscheinlich bereits im 6. Jahrhundert, wurde in Viry ein Priorat gegründet, das vom damaligen Kloster Condat (heute Saint-Claude) abhing. Im Mittelalter gehörte Viry den Herren von Mornay, die hier das Château de la Bâtie erbaut hatten. Die Burg wurde 1479 von Truppen Ludwigs XI. zerstört. Zusammen mit der Franche-Comté gelangte Viry mit dem Frieden von Nimwegen 1678 an Frankreich. Zu einer Gebietsveränderung kam es 1946, als die bis dahin selbständige Gemeinde Sièges nach Viry eingemeindet wurde.

## Sehenswürdigkeiten
Die heutige Pfarrkirche Saint-Romain in Viry wurde im 18. Jahrhundert an der Stelle eines romanischen Vorgängerbaus errichtet. Vom ehemaligen Château de la Bâtie sind nur wenige Mauerüberreste erhalten. Eine Landkapelle steht an der Straße nach Arbent und eine weitere Kapelle befindet sich in Sièges.

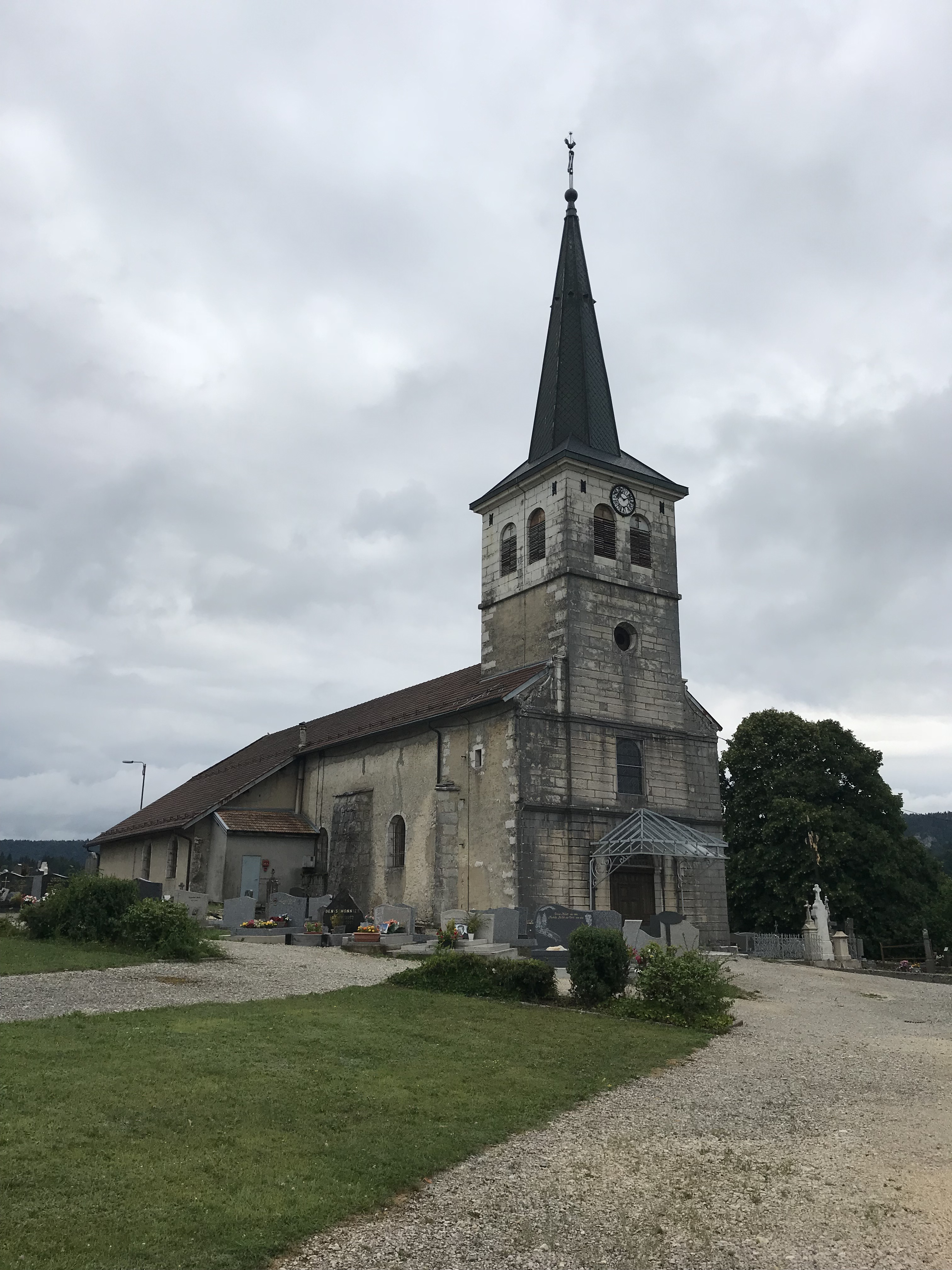
Kirche Saint-Romain
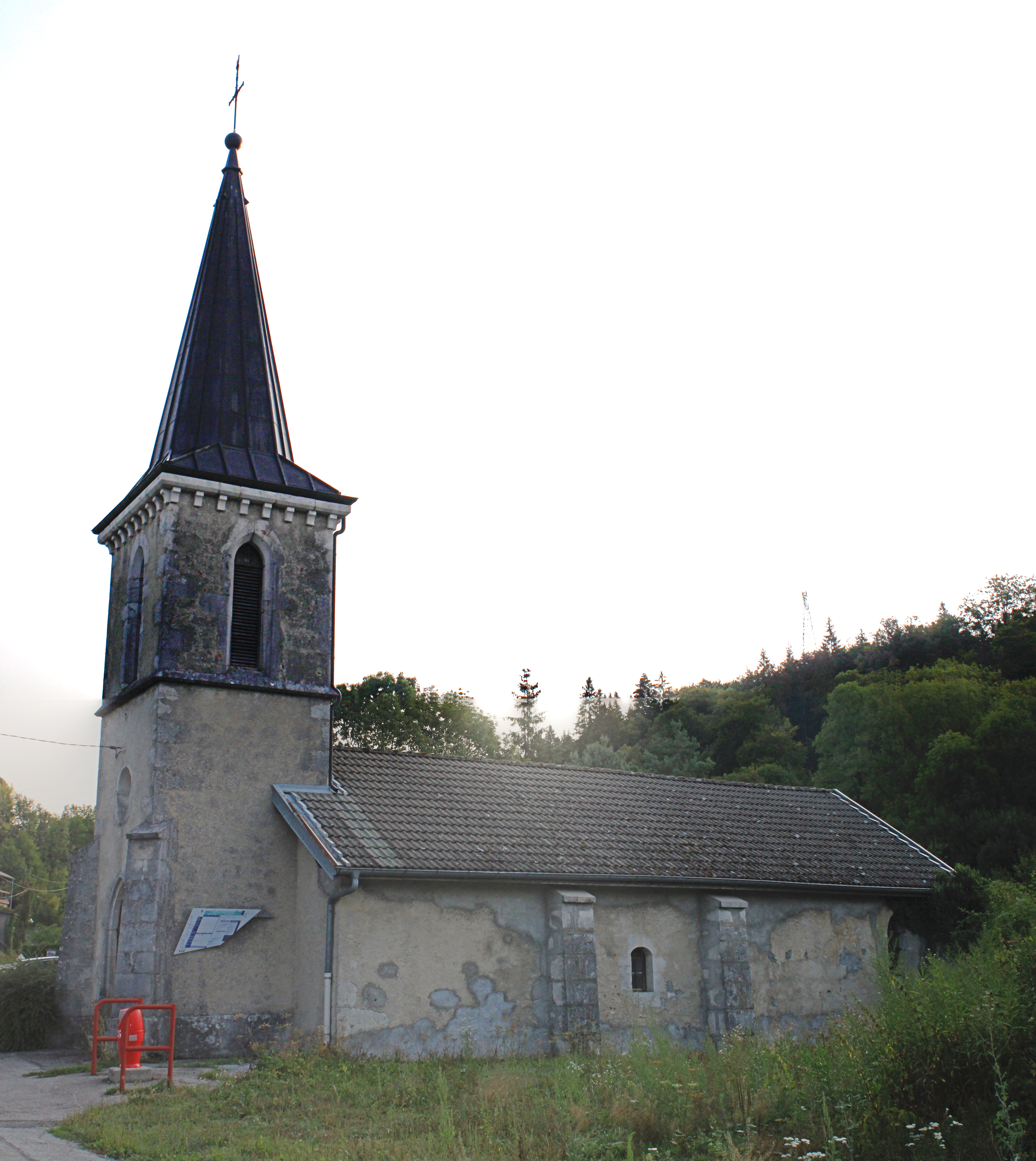
Kapelle Saint-Michel im Ortsteil Sièges

## Bevölkerung
| Jahr                       | 1962 | 1968 | 1975 | 1982 | 1990 | 1999 | 2008 | 2017 |
| Einwohner                  | 545  | 507  | 536  | 654  | 788  | 827  | 902  | 927  |
| Quellen: Cassini und INSEE |      |      |      |      |      |      |      |      |

Mit 893 Einwohnern (Stand 1. Januar 2022) gehört Viry zu den kleinen Gemeinden des Départements Jura. Nachdem die Einwohnerzahl in der ersten Hälfte des 20. Jahrhunderts markant abgenommen hatte (1881 wurden noch 817 Personen gezählt), wurde seit Beginn der 1970er Jahre wieder eine deutliche Bevölkerungszunahme verzeichnet.

## Wirtschaft und Infrastruktur
Viry war bis weit ins 20. Jahrhundert hinein ein vorwiegend durch die Landwirtschaft, insbesondere Viehzucht und Milchwirtschaft, sowie durch die Forstwirtschaft geprägtes Dorf. Daneben gibt es heute einige Betriebe des Klein- und Mittelgewerbes, unter anderem ein Unternehmen der Kunststoffindustrie. Viele Erwerbstätige sind auch Wegpendler, die in den größeren Ortschaften der Umgebung ihrer Arbeit nachgehen.
Die Ortschaft liegt abseits der größeren Durchgangsstraßen an einer Departementsstraße, die von Oyonnax nach Les Bouchoux führt. Weitere Straßenverbindungen bestehen mit Rogna, Molinges, Choux und Belleydoux. Der nächste Anschluss an die Autobahn A404 (Saint-Martin-du-Frêne – Oyonnax) befindet sich in einer Entfernung von rund zehn Kilometern.